# Celadina
Celadina is een plaats (frazione) in de Italiaanse gemeente Bergamo.